# Os cuneometatarsale I plantare
Os cuneometatarsale I plantare, soms ook pars peronaea metatarsalis I genoemd, is de benaming voor een accessoir voetwortelbeentje dat soms als extra ossificatiepunt ontstaat gedurende de embryonale ontwikkeling. Bij de mensen bij wie het botje voorkomt, bevindt het botje zich aan de voetzoolzijde, aan de proximale, laterale zijde van de basis van het middenvoetsbeentje van de grote teen.
Op röntgenfoto's wordt een os cuneometatarsale I plantare soms onterecht aangemerkt als afwijkend, losliggend botdeel of als fractuur.